# ملعب بانغاباندو الوطني
ملعب بانغاباندو الوطني هو ملعب متعدد الاستخدام يقع في دكا عاصمة بنغلاديش . غالبا ما يتم استخدامه لمباريات كرة القدم . يسع الملعب لجلوس 36 ألف متفرج . يعتبر الملعب الرسمي الذي يخوض فيه نادي محمدين مبارياته الدولية . تم بنائه في سنة 1954 . تعود تسميته إلى أبو الأمة البنغالية مجيب الرحمن والذي يطلق عليه لقب بانغاباندو ومعناه صديق البنغال .